# Підводні мандрівники
«Підводні мандрівники» («Падводныя вандроўнікі») — радянський художній фільм 1991 року, знятий режисерами Аркадієм Філатовим і Петром Четверенком.

## Сюжет
Фільм знято за повістю «Підводні землероби» Олександра Бєляєва.

## У ролях
- Лідія Федосєєва-Шукшина — головна роль
- Наталія Арінбасарова — головна роль
- Олексій Булдаков — головна роль
- Стефанія Станюта — роль другого плану

## Знімальна група
- Режисери — Аркадій Філатов, Петро Четверенко
- Сценаристи — Аркадій Філатов, Сергій Головецький
- Оператор — Сергій Бондарєв
- Композитор — Костянтин Шаталов
- Художник — Алім Матвійчук
- Продюсер — Олександр Горянець